# Teodor de Samotràcia
Teodor de Samotràcia (grec antic: Θεόδωρος, llatí: Theodorus) fou un escriptor i mitògraf de l'antiga Grècia.
L'esmenta Ptolemeu Hefestió, que diu que havia escrit que Júpiter, quan va néixer, va riure set dies seguits i que per això el set era un nombre perfecte. Probablement aquest Teodor és el que apareix esmentat als escolis d'Apol·loni de Rodes. Vossius l'inclou a la seva Historia Graeca.